# Luftflotte 4
Luftflotte 4 (Flotta aerea 4) è stata una delle divisioni primarie della Luftwaffe tedesca nella seconda guerra mondiale . È stata costituita il 18 marzo 1939 dal Luftwaffenkommando Österreich a Vienna . La Luftflotte fu ribattezzata il 21 aprile 1945 Luftwaffenkommando 4 e divenne subordinata alla Luftflotte 6. La Luftflotte 4 fu responsabile della campagna di bombardamenti di Stalingrado uccidendo circa 40.000 civili. Questo distaccamento della Luftwaffe aveva sede in Romania, Bulgaria, Polonia sudorientale, Ungheria, Ucraina e territori occupati dalla Russia, per supportare le forze dell'Asse; con uffici di comando a Morczyn, in Ungheria.

## Ricognizione strategica
- 2. (F)/11 (Jasionka)
- 2. (F)/22 ( Focșani )
- 2. (F)/100 ( Lublino )

## Trasporti (compiti speciali)
- 14 St./Transportgeschwader 4 ( Odessa )

## Ricognizione strategica
- 3. (D)/ 121 (Ziliștea)
- NSt.1 ( Focșani )

## Ricognizione tattica
- Pugnalata/NAGr.1( Chişinău )
- 2/NAGr.16 ( Chişinău )
- Pugnalata/NAGr.14( Comrat )
- 1. /NAGr.14 (Compagno)
- 2. /NAGr.14 ( Bacău )

## Ricognizione marittima
- Pugnalata/FAGr.125(Vedi) ( Costanza )
- 1. (F)/125 (Vedi) ( Varna, Bulgaria )
- 3. (F)/125 (Vedi) ( Mamaia )
- (Rum)A.St.22/1 ( Ciocârlia, Romania)
- (Rum)101. A.St. ( Mamaia )
- (Bulg) Vedi. A.St.( Varna, Bulgaria )

## Combattenti
- Pugnalata/ JG 52 (Manzar)
- I./JG 52 ( Lipsia, Romania)
- II. /JG 52 (Manzar)
- III. /JG 52 ( romano )
- 15(Kroat. )/JG 52 (Ziliștea)

## Attacco aereo terrestre
- Pugnalata/ SG 2 ( Husi )
- I./SG 2 (Husi)
- II. /SG 2 (Ziliștea)
- III. /SG 2 ( Husi )
- II. / SG 10 ( Culmo )
- 10. (Pz)/SG 2 ( Trotus )
- 14. (Pz)/SG 2 ( Trotus )

## Attacco terrestre notturno
- Pugnalata/NSGr.5 (Manzar)
- 1. /NSGr.5 ( romano )
- 2. /NSGr.5 ( Chişinău )
- 3. /NSGr.5 ( Chişinău )

## Bombardieri (medi)
- I./KG.4 ( Focșani )

## Ricognizione strategica
- 2. (F)/11 (Jasionka)
- 2. (F)/100 ( Lubin )

## Ricognizione tattica
- Pugnalata/NAGr.2(Strunybaby)
- 1. /NAGr.2(Strunybaby)
- 2. /NAGr.2(Strunybaby)

## Attacco aereo terrestre
- Pugnalata IV(Pz)/SG.9 (Lisiatycze)
- 12. (Pz)/SG.9 (Strunybaby)
- 13. (Pz)/SG.9(Lisiatycze)
- Pugnalata. /SG.77 (Jasionka)
- I./SG.77 (Jasionka)
- II. /SG.77(Lemberg )
- III. /SG.77(Cuniov)
- 10. (Pz)/SG.77(Starzava)
- (Ung)S.St. G.102/1(Cuniov)
- (Ung)(101 CO)St. G.101( Borgondo - Balaton )

## Attacco terrestre notturno
- Pugnalata/NSGr.4 (Hordinia)
- 1. /NSGr.4 (Ordinia)

## Bombardieri
- 14. (Eis. )KG.27 ( Krosno )

## Ricognizione tattica
- (Ung)NASt.102/1 (Labunia)
- 7. /NAGr.32 (Labunia)

## Combattenti
- (Ung)J.St.102/1 ( Zamość )

## Bombardieri
- (Ung)K.St.102/1 (Klemensova)

## Bombardieri rapidi
- (Ung)SK. St.102/1 (Klemensova)

## Ricognizione strategica/tattica
- (Rum)2. (Veloce. (Ivesti)
- (Rum)102 A.St. (Vilkov)
- (Rum)(CA1)1A. San ( Bacău )

## Combattenti
- (Rum)II. /JG.3 ( Bacău )
- (Rum)65. /J.St. ( Bacău )
- (Rum)66. /J.St. ( Bacău )
- (Rum)67. /J.St. ( Bacău )
- Pugnalata (Rum) IV. JGr.45 ( Ianca )
- (Rum).45 J.St. ( Ianca )
- (Rum).46 J.St. ( Ianca )
- (Rum).49 J.St. ( Ianca )
- (Rum). IX Gr. ( Tecuci )
- (Rum).47 J.St.( Tecuci )
- (Rum).48 J.St.( Tecuci )
- (Rum).56 J.St.( Tecuci )

## Supporto tattico (bombardieri in picchiata)
- (Rum)StG.3 ( Călimănești ? ) StG is Sturzkampfgeschwader, bombardieri in picchiata
- (Rum) StG.4 (Husi)
- (Rum) StG.8 (Matta)
- (Rum)(GP)StG.3(Detach)( Odessa )
- (Rum)(GP)StG.3 ( Cioara-Dolcești )

## Bombardieri
- (Rum)KG.2 ( Țăndărei )
- (Rum)KG.4 ( Țăndărei )
- (Rum)76 K.St.( Ianca )
- (Rum)78 K.St.( Ianca )
- (Rum)V KGr. ( Ivesti )
- (Rum)K.St.1/3 (Ciocârlia)

## Combattenti
- I./JG.53 (Târgşorul -Nou)
- III. /JG.77 ( Mizil )
- (Rum) I./JG.2 (Rosiori)
- (Rum)43. J.St.( Rosiori )
- (Rum)63. J.St.( Rosiori )
- (Rum)64. J.St.( Rosiori )
- (Rum)VII JGr. ( Popești-Leordeni )
- (Rum)59. /VII JGr. ( Popești-Leordeni )
- (Rum)61. /VII JGr. ( Popești-Leordeni )
- (Rum)62. /VII JGr. ( Popești-Leordeni )
- (Rum)VII. JGr. ( Boteni )
- (Rum)53. /VII. J.St ( Boteni )
- (Rum)57. /VII. J.St.( Boteni )
- (Rum)51. J.St. (Ţepeş Vodă)
- (Rum)52. J.St. ( Mamaia )
- (Rum)58. J.St. (Pipera)

## Combattenti notturni
- 10. /NJG.6 ( Otopeni - Bucarest )
- 12. /NJG.6 ( Otopeni - Bucarest )
- 11. /(Stacca)NJG.100 ( Otopeni - Bucarest )
- 4. /(N)JG.301 ( Mizil )
- 6. /(N)JG.301 (Târgşorul -Nou)
- (Rum)1. /NJ. St. ( Otopeni - Bucarest )

## Ufficiali in comando

Bandiera per il capo di una Luftflotte

- Generaloberst Alexander Löhr, 18 marzo 1939 - 20 luglio 1942
- Generalfeldmarschall Wolfram Freiherr von Richthofen, 20 luglio 1942-4 settembre 1943
- Generaloberst Otto Deßloch, 4 settembre 1943 - 17 agosto 1944
- Generalleutnant Alexander Holle, 25 agosto 1944-27 settembre 1944
- Generaloberst Otto Deßloch, 28 settembre 1944-21 aprile 1945

### Capo dello staff

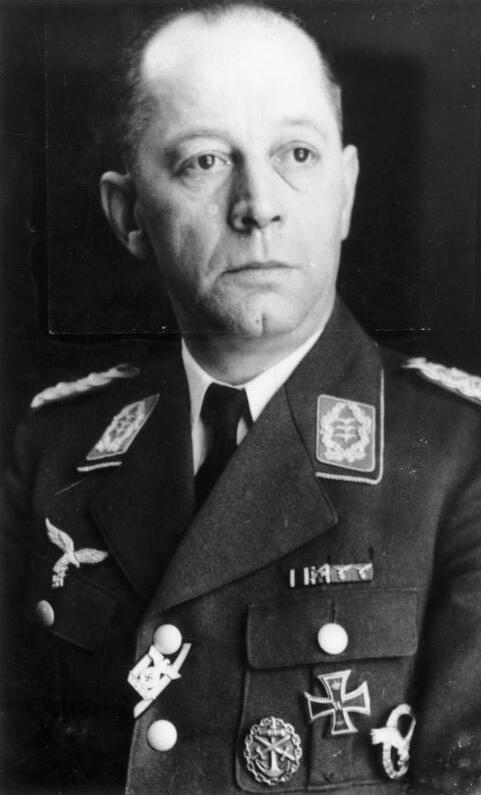
Herbert Olbricht

- Oberst Günther Korten, 18 marzo 1939 - 19 dicembre 1939
- Oberst Herbert Olbrich, 19 dicembre 1939 - 21 luglio 1940
- Obstlt Andreas Nielsen, 21 luglio 1940 - 3 novembre 1940
- Oberst Richard Schimpf, 4 novembre 1940-15 gennaio 1941
- Generalleutnant Günther Korten, 15 gennaio 1941-12 agosto 1942
- Oberst Hans-Detlef Herhudt von Rohden, 24 agosto 1942-23 febbraio 1943
- Oberst Karl-Heinrich Schulz, 1 marzo 1943 - 25 marzo 1943
- Generale Otto Deßloch, 26 marzo 1943 - 3 settembre 1943
- Il maggiore generale Karl-Heinrich Schulz, 3 settembre 1943 - 21 aprile 1945